# Dal male il bene
Dal male il bene („Aus dem Schlechten entsteht das Gute“) ist eine Oper mit einem Prolog und drei Akten von Antonio Maria Abbatini und Marco Marazzoli nach einem Libretto von Giulio (dem späteren Papst Clemens IX.) und Giacomo Rospigliosi.

## Geschichte
Die Oper Dal male il bene entstand anlässlich der Hochzeit von Matteo Barberini, Prinz von Palestrina, mit Olimpia Giustiniani, gelangte jedoch erst später zur Uraufführung (siehe Werke von Abbatini).

## Charakteristik
Mit der Oper Dal male il bene legte Abbatini den Grundstein für eine Entwicklung, die im 18. Jahrhundert in der Opera buffa ihren Höhepunkt fand. Die Übertragung des spanischen „Mantel-und-Degen-Stückes“ auf das italienische Theater ist einer der wichtigsten Wegbereiter für diese Entwicklung.
Die Anzahl der Personen ist anders als in Giulio Rospigliosis früherer Komödie Chi soffre, speri aus der Commedia dell’arte mit ihren Dialektfiguren auf sechs reduziert und die Handlung frei von parallelen Nebenhandlungen ganz auf eine Episode konzentriert. Auch musikalisch sind bereits Elemente der Opera buffa zu erkennen. Das konzertante Ensemble ist voll ausgebildet und in die Handlung einbezogen.
Eines der ersten Rezitativensembles in der Oper ist das kurze Quartett „Questa serva seguite“ im ersten Akt mit einem aufgeregten Parlando bis hin zu Sechzehntelwerten und einer musikalischen Verflechtung von vier verschiedenen Texten, in dem Leonora Fernando und Tabacco den Fluchtweg weist.
Die ausgedehnten Schlussensembles der drei Akte sind in Satz- und Melodieführung konzertant und kreisen um die Titelsentenz. Dabei ist der erste mit seiner dreiteiligen A–B–A–Form hervorzuheben. Zwei große Soloszenen sind von höchstem dramatischen Reiz: Das sehnsüchtige Rezitativ (1/5) Diegos wird von einer Serenade unsichtbarer Sänger ständig unterbrochen, deren Worte von Diego als böses Omen interpretiert werden. Elvira drückt in Erwartung Diegos hingegen ihre zwischen Hoffnung und Schmerz schwankende Stimmung in einer dramatisch und musikalisch geschlossenen Szene aus, in der Rezitativ, Arie, Rezitativ, Arioso und Rezitativ aufeinander folgen.
Abbatini fand in seinen späteren Opern Gelegenheit, die hier erprobten Gestaltungsformen zu vertiefen: in der mythologischen Tragikomödie Ione und der als Komödie angelegten geistlichen Oper La comica del cielo ò vero la Baltasara.

## Handlung
Donna Leonora erwartet in ihrem Palast ihren Bruder Don Diego von einer längeren Reise aus Granada zurück. Sie erklärt eben ihrer Dienerin Marina, warum sie nicht heiraten will, als die nach Degenhändeln auf der Flucht vor der Justiz befindlichen Don Fernando und Tabacco Einlass begehren. Obwohl Leonora der Liebe abgeneigt ist, verlieben sich Fernando und Leonora ineinander. Als es an das Tor klopft, fliehen Fernando und Tabacco in den Garten, und der Klopfende entpuppt sich als Don Diego, der Donna Elvira wegen eines Liebhabers umbringen will. Im letzten Moment kann sie Fernando aus der Gewalt von Diego befreien und nimmt sie in seinen Palast mit. Er verspricht ihr, ihren Liebhaber zu verständigen, der kein anderer ist als Diego.
Nachdem Leonora durch Marina erfahren hat, dass sich Fernando in sie verliebt hat, macht sie sich gemeinsam mit ihrer Dienerin auf den Weg, um nach der Verwundung zu fragen, die Fernando bei der Befreiung von Elvira aus der Gewalt von Diego davongetragen hat. Und damit nehmen die Verwicklungen ihren Anfang.
Ehe Leonora Fernando ihren Namen nennen kann, wird Diego gemeldet, und Leonora versteckt sich im Nebenzimmer, wo sie auf Elvira trifft. Sie vermutet in Elvira die Geliebte von Fernando, reklamiert Diego rachsüchtig als ihren Geliebten und läuft verletzt davon. Daraufhin eilt Fernando zu Leonoras Haus und trifft dort tatsächlich auf Diego. Fernando stellt Leonora zur Rede, und in ihrer Eifersucht verschweigt sie, dass Diego ihr Bruder ist. Inzwischen hat Diego Elvira in Fernandos Haus entdeckt und glaubt sich von ihr betrogen so wie sie von ihm.
Die Situation scheint ausweglos, als schließlich die Forderung von Diego, die Angelegenheit mit dem Degen zu entscheiden, allen Beteiligten die Zunge löst. Als endlich alle Zusammenhänge geklärt sind, reichen sich die Paare versöhnt die Hand.